# Jakob von Hartmann
Jakob Freiherr von Hartmann (4 de febrero de 1795 - 23 de febrero de 1873) fue un general bávaro quien sirvió en la guerra austro-prusiana y en la guerra franco-prusiana.

## Biografía

### Primeros años y servicio francés
Hartmann era el hijo de Georg Hartmann y Barbara Geither. Su tío materno era el general francés Michael Geither. Hartmann entró en el ejército francés en octubre de 1804 como un soldado de infantería en el 15.º Regimiento de Infantería Ligera. Dos años más tarde fue transferido al Regimiento de Infantería del Gran Ducado de Berg. Después de graduarse en Saint-Cyr en julio de 1811 fue nombrado teniente segundo en el regimiento. Para diciembre ya había sido ascendido a teniente primero. Sirvió en las campañas de 1814 y 1815 en el 27.º Regimiento de Infantería, durante cuyo periodo fue condecorado con la Legión de Honor (Legion d’Honneur). En febrero de 1816 tras solicitarlo y fue liberado del servicio francés.

### Servicio bávaro

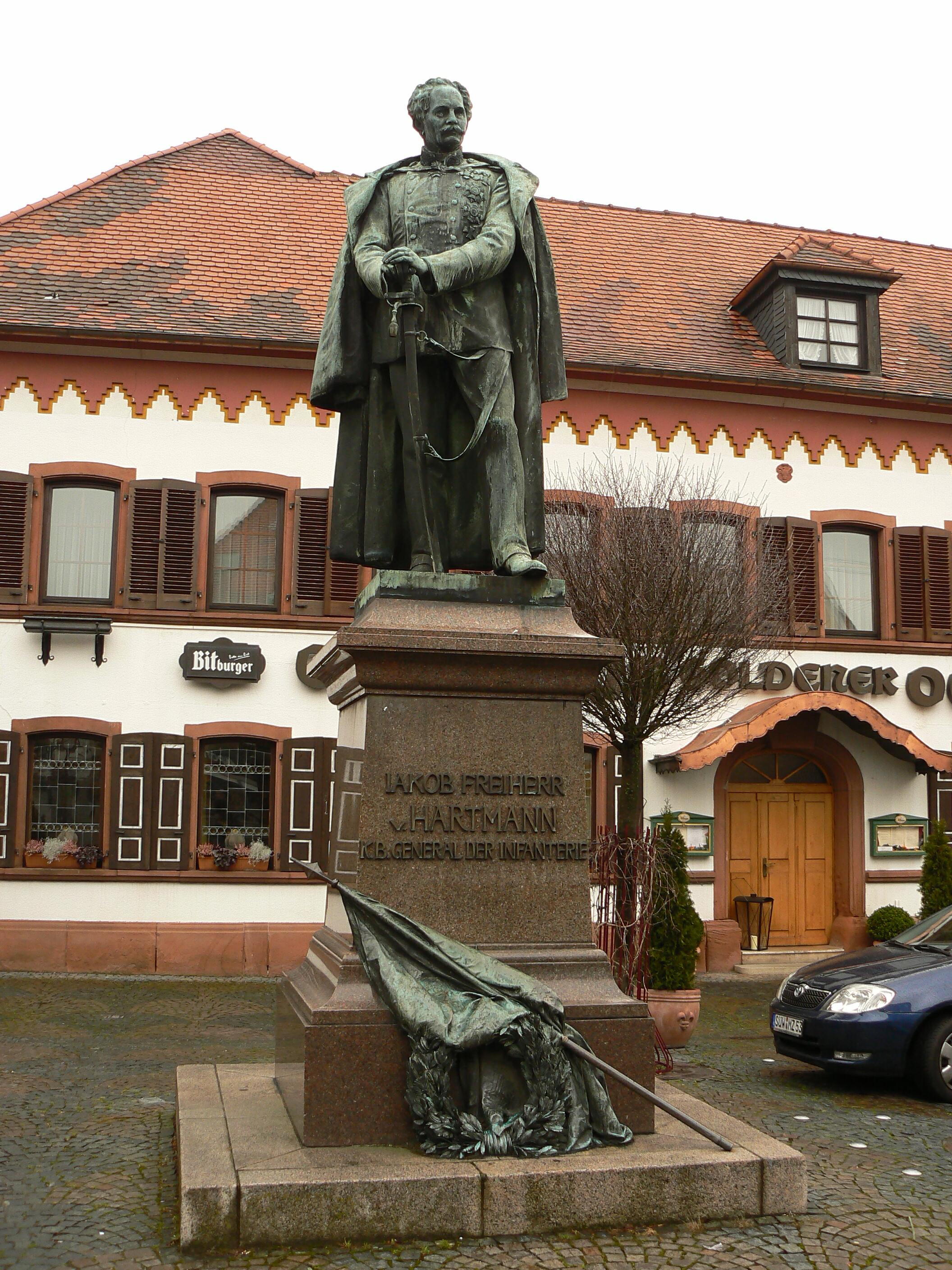
Estatua dedicada a Jakob von Hartmann en Maikammer, Renania-Palatinado, Alemania.

En julio de 1816 Hartmann entró en el 10.º Regimiento bávaro de la Línea como teniente primero. En 1818 fue situado en la Oficina de Topografía. En 1822 le fue dado el mando de una compañía de zapadores. En 1827 le fue dada una posición en el Ministerio Bávaro de Guerra. Hartmann fue promovido a capitán en 1829 y a mayor en 1838. En octubre de 1842 fue nombrado ayudante de campo del Príncipe Heredero de Baviera. En diciembre de 1843 fue ennoblecido como caballero de la nobleza bávara, intitulándose con el uso de "von" en el nombre. En 1844 fue promovido a teniente coronel. En junio de 1849 fue ascendido a mayor general y recibió el mando de una brigada en la 2.ª División Real Bávara. En 1852 de nuevo se convirtió en ayudante de campo del Rey. En 1855 de nuevo comandó una brigada en la 2.ª División.
Hartmann fue promovido a teniente-general en 1861 y le fue otorgado el comando de la guarnición en Würzburg. Durante la guerra austro-prusiana Baviera se unió del lado austríaco y Hartmann comandó la 4.ª División Real Bávara en combates contra los prusianos en Rossdorf y Hettstadt. Después de la derrota de Austria y sus aliados, Hartmann fue retenido en su mando. En enero de 1869 fue promovido a General de Infantería (General der Infanterie).
Cuando estalló la guerra franco-prusiana, Baviera se puso de lado de su pasado enemigo, Prusia. Hartmann recibió el comando del II. Cuerpo de Ejército Bávaro, que conjuntamente con su cuerpo gemelo —el I. Cuerpo de Ejército Bávaro a las órdenes de von der Tann— formaba parte del III Ejército, liderado por el Príncipe Heredero de Prusia. Harmann encabezó el II. Cuerpo en las batallas de Wissembourg, Wörth y Sedán. Cuando los ejércitos alemanes se acercaron a París luchó en compromisos en Corbeil, Bourg-la-Reine, Petit-Bicètre y Moulin de la Tour. El 19 de septiembre de 1870 Hartmann derrotó al General Ducrot en un combate en Sceaux.
En julio de 1871 fue de nuevo ennoblecido como Freiherr. Después del fin de la guerra mantuvo el comando de su cuerpo hasta su muerte.